# Ормоков, Эрнисбек Абдижалилович
Ормоков Эрнисбек Абдижалилович (кирг. Ормоков Эрнисбек Абдижалилович) — киргизский государственный и политический деятель. Мэр города Джалал-Абад.

## Биография
Родился 11 сентября 1981 года в Сокулукском районе Чуйской области.
В 2014 году окончил Академию права, бизнеса и образования по специальности «юрист».
В 2006 году окончил Джалал-Абадский государственный университет по направлению «экономика».

## Карьера
С 2009 по 2011 год работал реализатором торговли ЧП «Мамытаев», а затем в 2011 году был бухгалтером ЧП «Мамытаев». С 2011 по 2012 год был ведущим специалистом Департамента паспортно-визовой и регистрационной работы.
С 2015 по 2017 год был депутатом, торагой (председатель) Джалал-Абадского городского кенеша.
C 2017 по 2020 год депутат Джалал-Абадского городского кенеша.
С 2020 года по настоящее время является мэром города Джалал-Абад.

## Награды
- Почётная грамота, распоряжение ЖК КР от 21.12.2022 за № 167-ОКМ/АГ от 21.12.2022
- Медаль «Кызматташтык», Приказ № 314 от 05.09.2022
- Юбилейная медаль, Приказ № от 07.10.2021
- Медаль «Жоокер» II степени ГСИН, Приказ № 255 от 09.08.2021
- Алкыш, объявлен благодарность от 21.06.2021
- Кыргыз Республикасынын жергиликтуу оз алдынча башкаруунун мыктысы, Приказ № 01-18/131 от 20.12.2019
- Юбилейная медаль «Архив ишине 90жыл», Приказ № 89од от 13.09.2016
- Юбилейная медаль «Кыргыз милициясына 90 жыл», Приказ № 212 от 26.02.2016